# Cornelia Bentley Sage Quinton
Cornelia Bentley Sage Quinton, geboren als Cornelia Bentley Sage (* 3. Oktober 1876 oder 1880 in Buffalo; † 16. Mai 1936 in Hollywood oder in Santa Barbara), war eine US-amerikanische Malerin und Museumsleiterin.

## Leben
Cornelia Bentley Sage stammte aus Buffalo (New York). Dort hatte sie am Vorläufer der Albright Art School, der Art Student’s League of Buffalo, ihre Ausbildung absolviert. Zeitweise studierte sie auch in Paris an der École du Louvre. Zu ihren Lehrern gehörten Robert Reid und John Twachtman.
Ihre Werke stellte sie bei der New York Water Color Society und 1916 bei der Société des Beaux Arts in Paris aus.
1905 nahm sie in der Albright Art Gallery eine Tätigkeit als Assistentin des damaligen Direktors Charles M. Kurtz auf. 1909 starb Kurtz. Cornelia Sage Quinton leitete die Galerie kommissarisch bis zum 15. Oktober 1910, an dem die Buffalo Fine Arts Academy sie zu ihrer Direktorin machte. Damit wurde Cornelia Sage Quinton die erste Frau, die den Direktorenposten in einem bedeutenden Kunstmuseum in den USA innehatte. Schon 1916 wurde sie auch Schatzmeisterin der Association of Art Museum Directors. Von 1911 bis 1913 war Julian Park ihr Privatsekretär.
Sie pflegte eine ausgiebige Korrespondenz, unter mit ihrem alten Lehrer Robert Reid, mit Robert Henri, Childe Hassam, zahlreichen Kunsthändlern und Museumsdirektoren und auch mit privaten Sammlern wie John D. Rockefeller, Jr., John Quinn und Charles Freer, mit dem sie eng befreundet war.
Cornelia Bentley Sage organisierte wichtige Ausstellungen, so etwa 1910 eine Ausstellung zur Photo-Secession, die besonders unter dem Patronat von Alfred Stieglitz stand und mitunter als erste Fotoausstellung der Vereinigten Staaten bezeichnet wird, und 1916 eine Ausstellung zeitgenössischer amerikanischer Skulpturen, die zum Teil im Delaware Park aufgestellt werden mussten. Ihr Interesse galt auch französischen Künstlern, was sich in einer Ausstellung zur Société des Peintres et des Sculpteurs 1912, einer Bourdelle-Ausstellung 1913 und einer Ausstellung über die Mitglieder der Familie Monvel niederschlug. Während des Ersten Weltkriegs konnte sie als Präsidentin der Buffalo Society of Artists tatkräftig Künstler in Frankreich unterstützen, wofür sie 1920 das Kreuz der Ehrenlegion und davor schon zahlreiche andere französische Auszeichnungen, darunter die Akademischen Palmen, erhielt.
Am 17. Oktober 1917 heiratete Cornelia Bentley Sage William Warren Quinton. Im Juni 1924 wurde sie die erste Direktorin des California Palace of the Legion of Honor, nachdem sie mit ihrem Mann nach Kalifornien übergesiedelt war. Diesen Posten hatte sie bis 1930 inne.
Neben ihrer Tätigkeit als Malerin und als Museumsdirektorin betätigte sie sich auch als Kunstkritikerin.

## Werke
- The Buffalo Fine Arts Academy Albright Art Gallery. Catalogue of the permanent collections of sculpture and original paintings at present on exhibition: including some loans, Buffalo 1913, online
- Cornelia Bentley Sage Quinton und William Warren Quinton, Catalogue of the Southwest exhibition by California Palace of the Legion of Honor, San Francisco 1928